# Маркарюд
Маркарюд (швед. Markaryd) — містечко (tätort, міське поселення) у південній Швеції в лені Крунуберг. Адміністративний центр комуни Маркарюд.

## Географія
Містечко знаходиться у південно-західній частині лена Крунуберг за 474 км на південний захід від Стокгольма.

## Історія
У 1916 році Маркарюд отримало статус чепінга.

## Герб міста
На гербі чепінга Маркарюд від 1948 року було зображення поштових ріжків. У Маркарюді знаходилась важлива поштова станція.
Після адміністративно-територіальної реформи, проведеної в Швеції на початку 1970-х років, муніципальні герби стали використовуватися лишень комунами. Цей герб із доповненнями був 1971 року перебраний для нової комуни Маркарид.

## Населення
Населення становить 4 767 мешканців (2018).

## Спорт
У поселенні базується футбольний клуб Маркарюд ІФ.

## Галерея

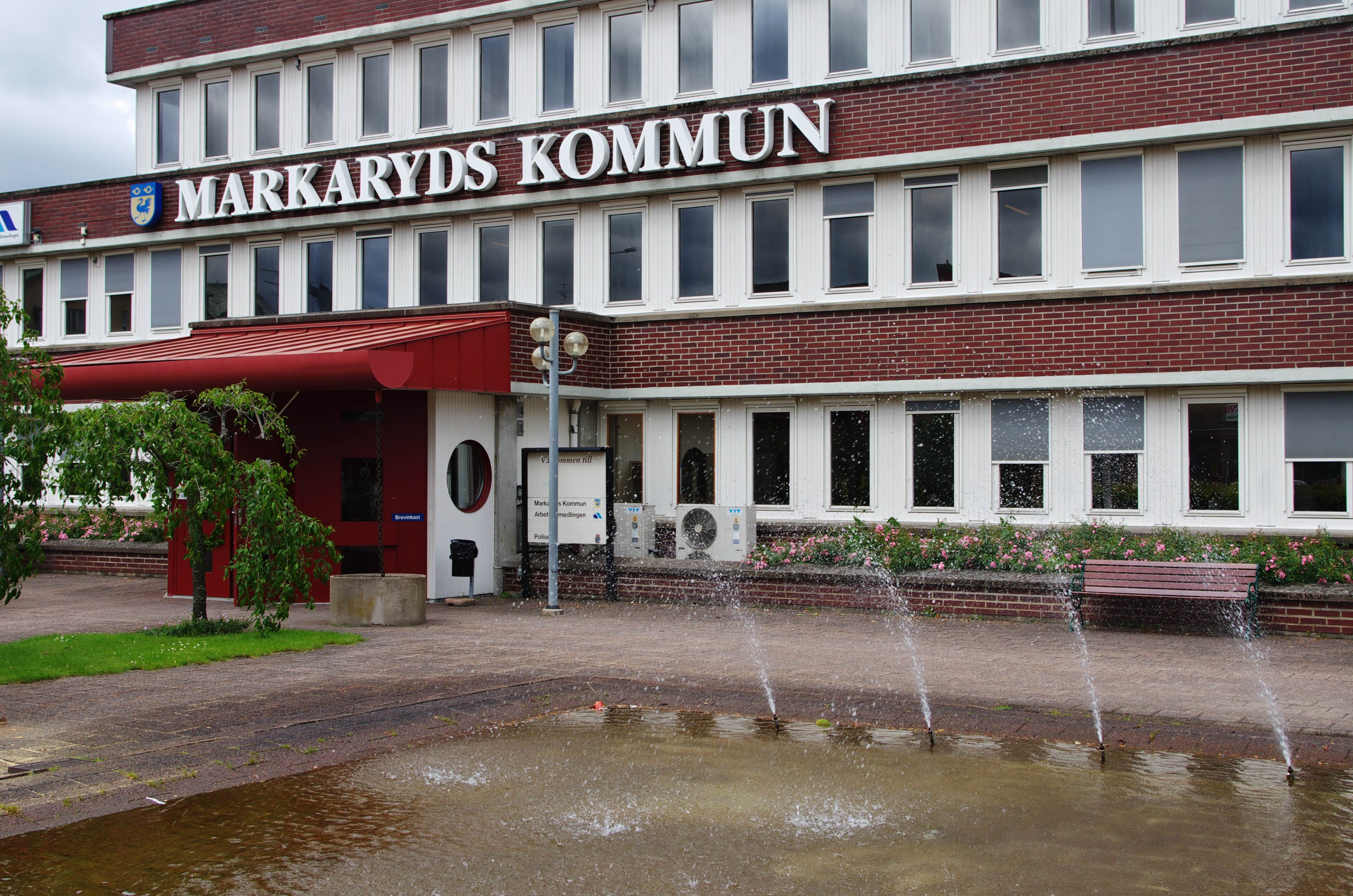
Управа комуни
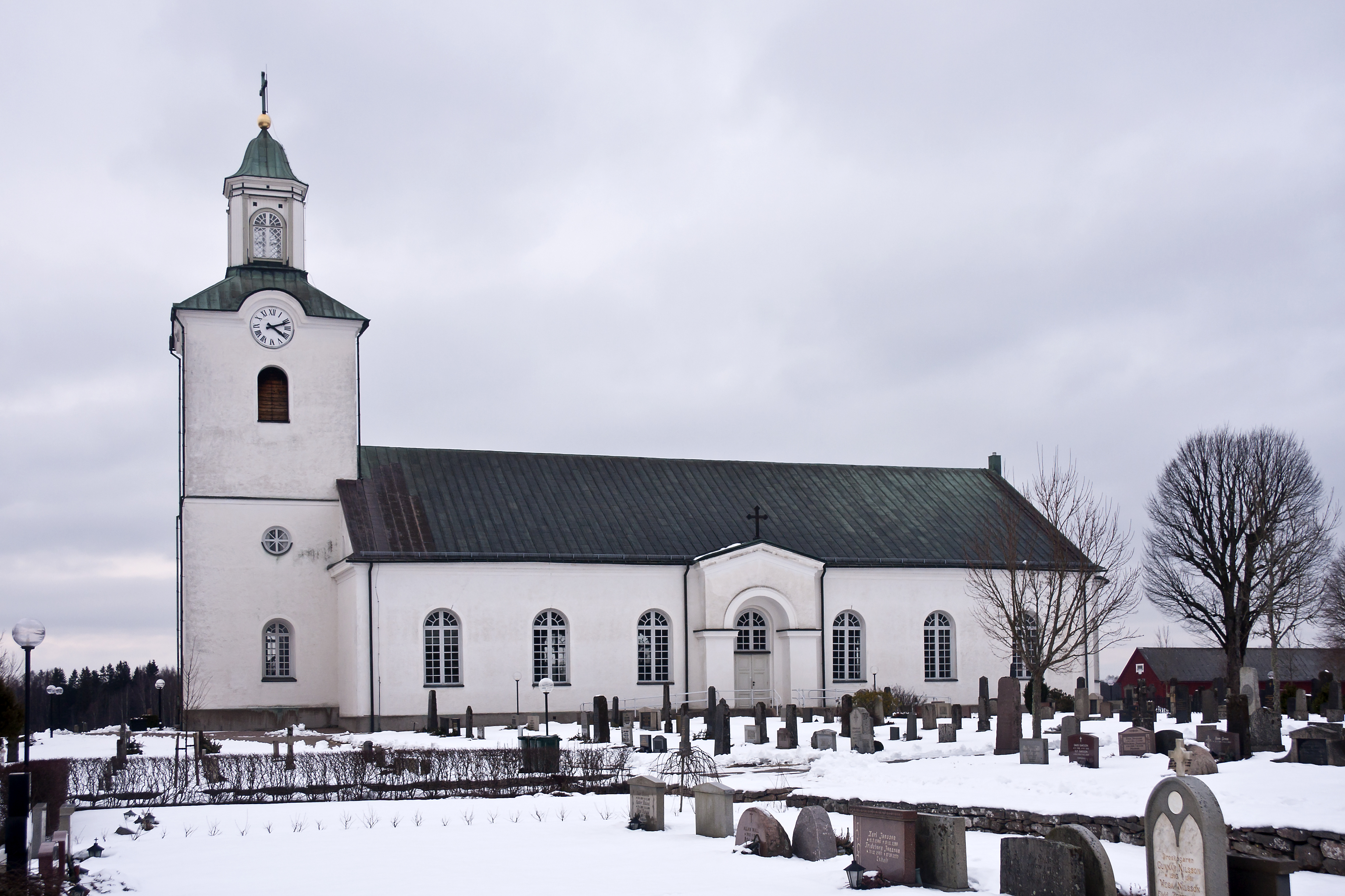
Церква
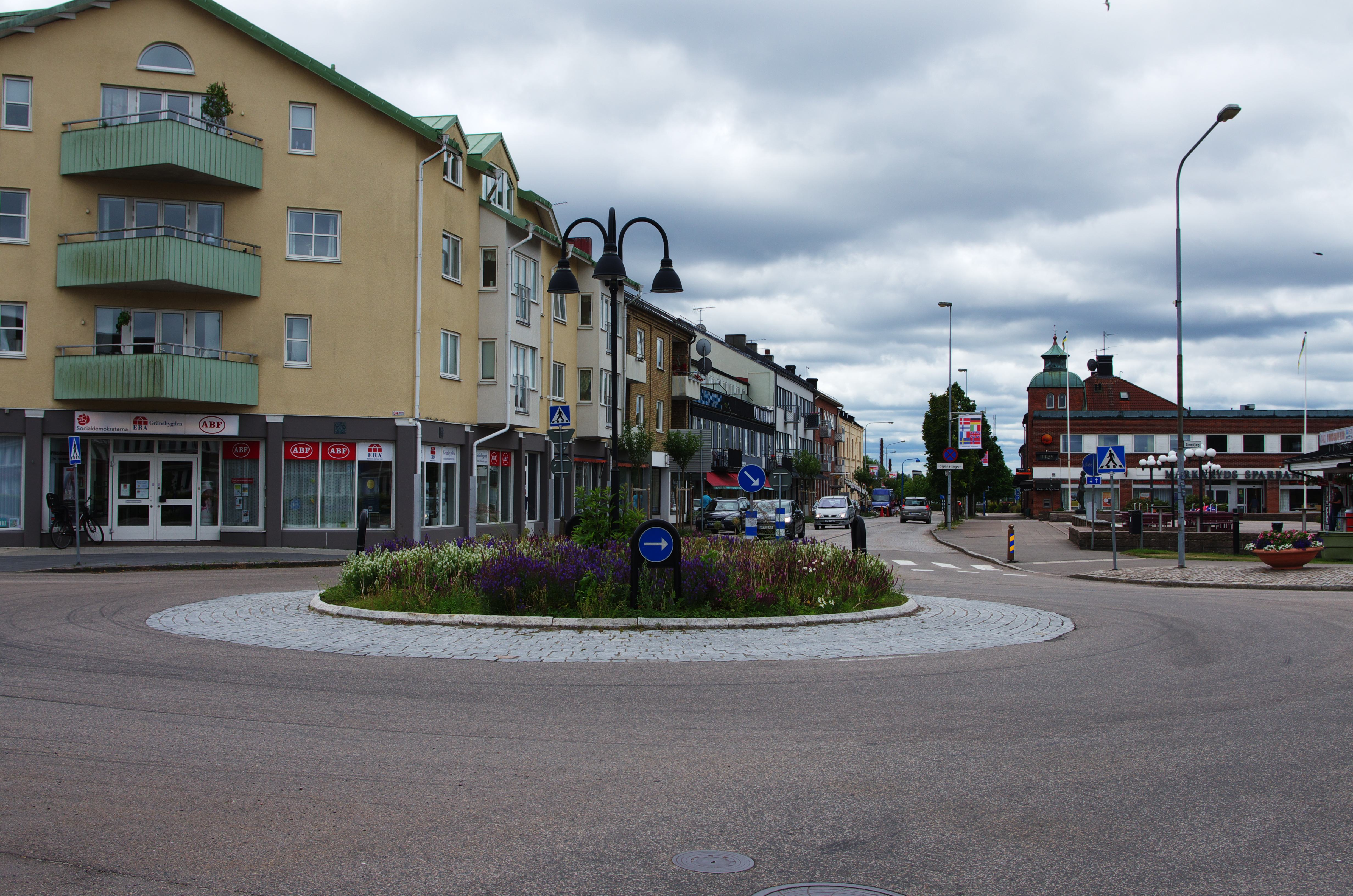
У центрі міста
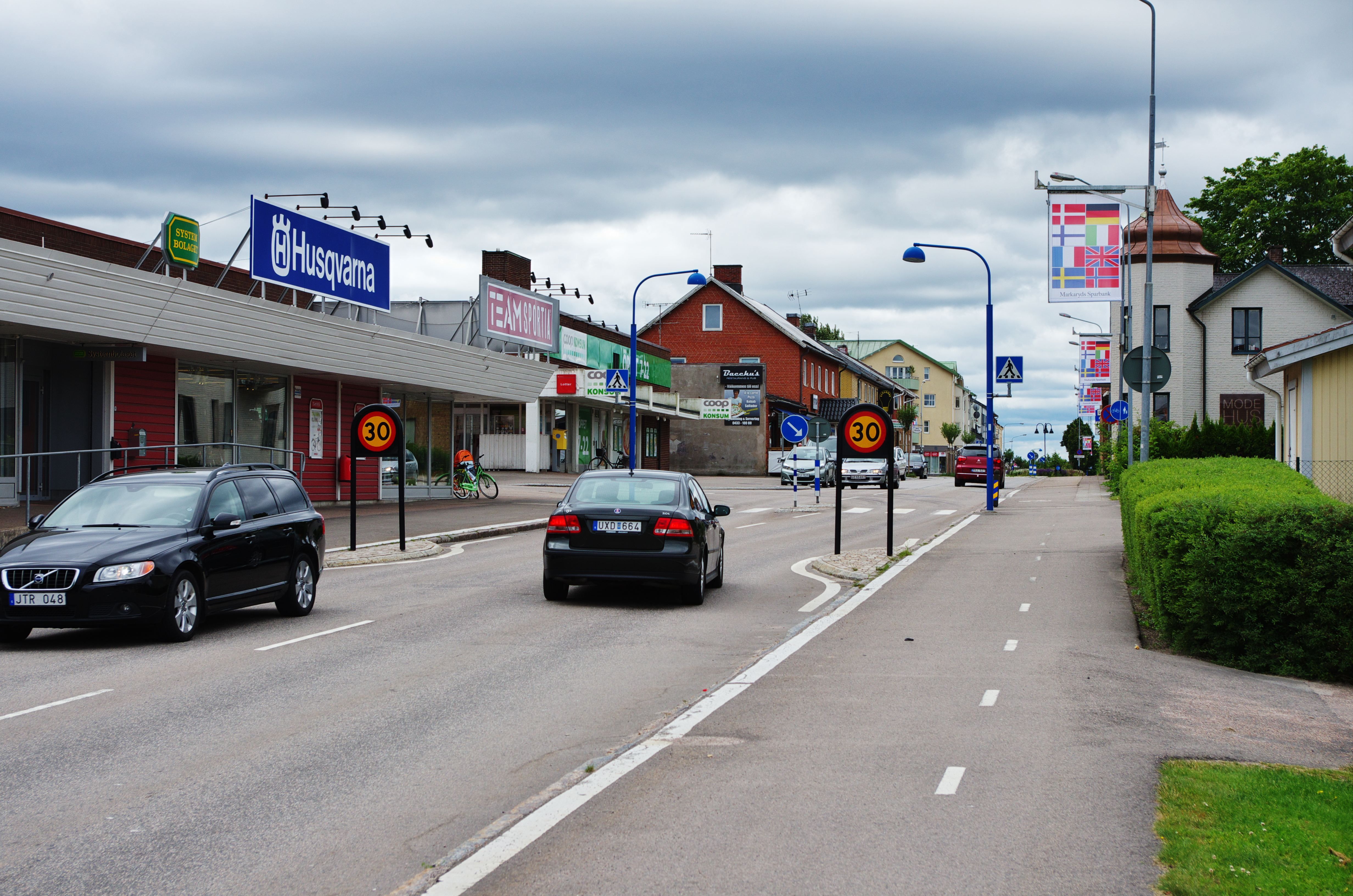
У центрі міста

## Покликання
- Сайт комуни Маркарюд [Архівовано 30 травня 2021 у Wayback Machine.]